# Snyder (Texas)
Snyder ist ein Ort im Scurry County des Bundesstaats Texas in den USA und der County Seat des Scurry Countys. Das U.S. Census Bureau hat bei der Volkszählung 2020 eine Einwohnerzahl von 11.438 ermittelt.

## Demografische Daten
Bei der Volkszählung im Jahr 2000 hatte Snyder 10.783 Einwohner, die sich auf 4.980 Haushalte und 2.880 Familien verteilten. Die Bevölkerungsdichte betrug somit 225,6 Einwohner /km2. 79 % der Bevölkerung waren weiß, 4,69 % afroamerikanisch. In 34,9 % der Haushalte lebten Kinder unter 18 Jahre. Das Durchschnittseinkommen betrug 31.016 US-Dollar, wobei 17 % der Bevölkerung unterhalb der Armutsgrenze lebten.

## Söhne und Töchter der Stadt
- Fred Wolcott (1915–1972), Hürdensprinter
- Ted White (1926–2022), Stuntman und Schauspieler
- Dick Jones (1927–2014), Schauspieler und Synchronsprecher
- Charlene Holt (1928–1996), Schauspielerin und Model
- Powers Boothe (1948–2017), Schauspieler
- O’Jay Ferguson (* 1993), Leichtathlet